# وسط البلد (فريق غنائي)
فريق وسط البلد هو فريق موسيقي مصري, يعتبر من أشهر الفرق الموسيقة التي نجحت في تقديم نوع جديد من الموسيقى المعاصرة، بدأ الفريق عام 1999 وسرعان ما اشتهر وأصبح لديه العديد من المعجبين في جميع أنحاء العالم العربي كما ظهر الفريق على شاشة السينما من خلال فيلمي ملاكي إسكندرية وعودة الندلة 
يتكون فرق وسط البلد من 7 أعضاء هم:
- أدهم السعيد - صوت
- هاني عادل - صوت وجيتار
- إسماعيل فوزي - صوت وجيتار
- أحمد عمران - عود وفلوت أيرلندي
- أحمد عمر - بيزجيتار
- بوب وميزو - إيقاعات

أصدر الفريق ألبومه الأول في ديسمبر 2007 تحت عنوان (وسط البلد) وأشرف على تنفيذه الفنان الأمريكي داريل جون كينيدي ويحتوي على 10 أغاني
1. قربيلى
2. وسط البلد
3. انتيكا
4. هيلاهب
5. عم مينا
6. مجنون
7. اتكلمى
8. قول للمليحه
9. يإمكان
10. شمس النهار

## روابط خارجية
- وسط البلد على موقع ميوزك برينز (الإنجليزية)
- وسط البلد على موقع ديسكوغز (الإنجليزية)